# NGC 4802
NGC 4802 = NGC 4804 ist eine linsenförmige Zwerggalaxie vom Hubble-Typ S0 im Sternbild Rabe südlich der Ekliptik. Sie ist schätzungsweise 37 Millionen Lichtjahre von der Milchstraße entfernt und hat einen Durchmesser von etwa 25.000 Lj.

Im selben Himmelsareal befinden sich u. a. die Galaxien NGC 4782, NGC 4783, NGC 4792, NGC 4794.
Das Objekt wurde am 27. März 1786 von Wilhelm Herschel mit einem 18,7–Zoll–Spiegelteleskop, der sie dabei mit „suspected. A pB star with a seeming brush to it np may be a vS neb. close to it. No time to verify it“ beschrieb (Beobachtung im Katalog als NGC 4804 geführt); danach am 20. April 1882 von Ernst Wilhelm Leberecht Tempel (und geführt als NGC 4802).